# Боливийско-иранские отношения
Боливийско-иранские отношения — двусторонние дипломатические отношения между Боливией и Ираном. Страны являются членами Движения неприсоединения и Группы 77. Иран входит в БРИКС, в то время как Боливия является страной-партнëром. 

## История
В 2007 году страны установили официальные дипломатические отношения.

## Экономические отношения
Посол Ирана в Боливии заявил, что государство откроет две недорогие клиники общественного здравоохранения в Боливии, которая является самой бедной страной в Южной Америке. Бизнес-атташе Ирана Ходжатолла Солтани заявил, что государство планирует использовать Боливию в качестве базы для будущих медицинских программ Красного Полумесяца на всём континенте.
В 2010 году президент Боливии Эво Моралес посетил Иран с целью привлечь дополнительные инвестиции в страну и расширить экономические связи путём укрепления сотрудничества. Поездка также повлекла за собой обсуждение запланированных иранских инвестиций в Боливию на сумму 287 миллионов долларов США. Этому предшествовала кредитная линия, предоставленная Ираном Боливии на 287 миллионов долларов США в качестве помощи и в целях развития, в частности, для разведки полезных ископаемых и текстильной промышленности.

## Политические отношения
В 2008 году Эво Моралес назвал поездку в Иран попыткой связаться с другими государствами, «отвергнутыми международным сообществом». Он добавил, что они являются «двумя дружественными и революционными странами», которые укрепляют связи; добавив, что усилия Ирана по обеспечению экономической и политической поддержки «поддержат крестьянскую борьбу в Латинской Америке». Инвестиции Ирана будут способствовать развитию двусторонних экономических и сельскохозяйственных связей, от строительства молокоперерабатывающих заводов до теле- и радиостанций, включая соглашение о предоставлении боливийскому государственному телевидению программ на испанском языке для финансирования исследований по строительству гидроэлектростанций. Также указывают на интерес к запасам урана и лития Боливии для использования в иранских ядерных проектах. Эво Моралес ранее шутил, что он тоже является частью «оси зла».
Во время визита в Иран в 2010 году Эво Моралес вместе с президентом Ирана Махмудом Ахмадинежадом заявили, что существует необходимость «укрепить фронт сопротивления, сформированный независимыми и свободолюбивыми странами для борьбы против империализма и глобальной гегемонии», а также, что «Иран и Боливия имеют одинаковое революционное сознание, которое позволяет расширять отношения и объясняет близость двух государств». Боливия также отрицала, что у неё были какие-либо совместные сделки по разведке урановых месторождений с Ираном перед лицом международного давления на иранскую ядерную программа. Кроме того, ожидалось, что Эво Моралес подпишет соглашения о сотрудничестве в области производства цемента, промышленного оборудования и проектов пищевой промышленности. В 2011 году министр обороны Ирана генерал Ахмад Вахиди посетил Боливию по приглашению своего боливийского коллеги Марии Сесилии Чакон. После участия в военной церемонии Ахмад Вахиди сказал, что «Латинская Америка больше не является задним двором США, и Иран будет укреплять свои конструктивные отношения со странами региона». Он также назвал визит «успешным» и что два государства будут укреплять свои «растущие связи».